# Santos Domínguez
Santos Domínguez Ramos (Cáceres, 27 de septiembre de 1955) es un poeta, catedrático de lengua y literatura y crítico literario español. Es miembro numerario de la Asociación Española de Críticos Literarios y de la «Association Internationale des Critiques Litteraires», organismo consultivo de la Unesco, París.

## Reconocimientos
A lo largo de su trayectoria ha obtenido diversos premios nacionales e internacionales, entre los que destacan, en 2004, el X Premio Gerardo Diego por Tres retratos del frío, en 2005, el Premio Internacional Jaime Gil de Biedma y Alba con Díptico del infierno, el Premio Eladio Cabañero con Las provincias del frío y en 2006 el Premio Tardor por En un bosque extranjero. Ese mismo año obtuvo un accésit del Ciudad de Zaragoza con La luz del palimpsesto, el LIII Premio de poesía Alcaraván por Cementerio alemán (Yuste) y el XXII Premio Internacional Barcarola de poesía con Las sílabas del tiempo. En 2007 ganó el XXXVIII premio Kutxa-Ciudad de Irún con La flor de las cenizas y en 2008 el XVI Premio Manuel Alcántara, de Málaga por El reino de los hielos.
En 2009 su poemario Para explicar la nieve logró el Premio Ángaro de Poesía, del Ayuntamiento de Sevilla y con su libro Nueve de lunas obtuvo el Premio Miguel Labordeta a la creación literaria del Gobierno de Aragón.
En 2010 con Luna y ciencia nocturna ganó el Premio Alegría dentro de los Premios Literarios José Hierro que convoca el Ayuntamiento de Santander.
En 2011 obtuvo el Premio Internacional de Poesía Villa de Aoiz por su poema Ayer no te vi en Babilonia y el Premio Nacional de Poesía Rafael Morales con El agua de los mapas.
En 2013  su libro El dueño del eclipse mereció el Premio de Poesía Ciudad de Badajoz.
En 2015  ganó el Premio Nacional de Poesía Fernando de Herrera por su libro Reloj de sombra y el XIV Premio Nacional de Poesía Ciega de Manzanares por su libro Principio de incertidumbre. 
En 2016 su libro El viento sobre el agua obtuvo por unanimidad del jurado el XXXVI Premio Hispanoamericano de Poesía Juan Ramón Jiménez. 
Junto con autores como Joaquín Sabina (Úbeda), Diego Jesús Jiménez (Cuenca), José Carlos Cataño (La Laguna) o Eduardo García (Córdoba), fue elegido por Boa Mistura como el autor más representativo de Cáceres en el Proyecto Laberintos líricos de las Ciudades Patrimonio de la Humanidad que se desarrolló en 2016 y 2017.
En 2020 se le concedió el Premio de Poesía Flor de Jara a su libro Regulación del sueño, definido por el jurado como “un libro culto, redondo, profundo, maravillosamente bien escrito, con poemas ceñidos, no demasiado largos, más próximos al epigrama que a la elegía en el que las descripciones de la naturaleza son todas muy precisas y van unidas siempre a unas reflexiones muy condensadas que corresponden a la cosmovisión de su autor. Culturalismo vivo incorporado a una poética muy pura y a un lenguaje ceñido y trabajado.” 
Las provincias del frío fue considerado por la crítica especializada y por El cultural de El mundo uno de los mejores libros de poesía del año 2006.
Ha sido en tres ocasiones, en 2007, en 2017 y 2022, finalista del Premio Nacional de Poesía y del Premio Nacional de la Crítica.
Por la proyección internacional de su obra poética ha sido invitado a participar en lecturas de su obra en París, Budapest, Roma o Luxemburgo, en México y Cuba o en China.
Su poesía ha sido objeto de tesis y trabajos finales de licenciatura en las facultades de letras de diversas universidades de España, Francia, Alemania e Iberoamérica.
En 2025 gana el 28º Premio Internacional de Poesía Ciudad de Las Palmas de Gran Canaria, con la obra La herida y el cuchillo. 

## Vida cultural
Sus poemas han aparecido en revistas literarias de prestigio, como Turia, Estación Poesía, Cuaderno Ático, Cuadernos del Matemático, Alga, Cuadernos de Humo, Inuits o Aquarellen Literatura y han sido traducidos a cuarenta lenguas, entre ellas las principales lenguas de cultura. 
Asimismo, invitado por el Instituto Cervantes, ha realizado lecturas de su obra en las sedes de Budapest y París y en centros educativos de Hungría y Saint Germain des-Près. En 2022 presentó en distintos lugares e instituciones de Roma y Fondi sus antologías bilingües Un canto straniero y Ho visto ardere la vita, preparadas por la traductora y editora Marcela Filippi.
En 2023, en representación de España, participó en la decimosexta edición del prestigioso festival Le printemps des poètes que se celebra en Luxemburgo. 
En junio de 2025, siete textos de su poema Las tardes navegables formaron parte de la selección de 25 textos representativos de la poesía internacional en el marco de una monumental exposición que organizó la universidad china de Hangzhou en torno al tema del mar y las navegaciones. 
Forma parte de la selección 25 poètes d'Espagne que se publicó en Francia en 2008 (Inuits dans la jungle) y su canción Por la calle del aire abre el disco Luz de tierra, de Pablo Guerrero, que mereció el Premio Villa de Madrid al mejor disco de 2010. Es miembro de la Asociación de Críticos Literarios de España y forma parte del consejo asesor de Civinova. Ciudad de la cultura y del consejo de dirección de Verso Blanco.
Dirige la revista Encuentros de lecturas y como crítico literario ha publicado artículos en diversas revistas especializadas en el ámbito de la lengua española. Durante varios años colaboró como crítico literario y comentarista de libros en Radio Exterior de España y Radio 5.
Es colaborador del Suplemento Cultural Palabra del diario El vigía, de Ensenada, Baja California (México), así como de las revistas españolas Max Estrella, Ritmos XXI , Verso Blanco y No te salves, de la boliviana Inmediaciones o de la mexicana Delatripa.
Colabora también como crítico en La Civiltà Cattolica. Ha formado parte de distintos jurados de poesía, entre ellos del que otorga el Premio Nacional de la Crítica de España, del que ha sido portavoz.
En 1977 se le concedió la Medalla de Plata de la Universidad de Extremadura por sus relevantes méritos académicos.
Creó en 1996 la red de talleres literarios de Extremadura, y fue uno de los fundadores del Aula José María Valverde, que dirigió entre el año 2000 y el 2006.
Fue uno de los redactores de los artículos sobre Literatura en la Gran Enciclopedia Extremeña. (EDEX. Mérida, 1989-1992)

## Obra

### Libros de poesía
- Pórtico de la memoria. Colección Alcazaba. Badajoz, 1994.

- La orilla del invierno. Colección Almenara. Cáceres,1996.

- Cuaderno de Abul Qasim. Colección Alcazaba. Badajoz, 2001.

- Tres retratos del frío. Premio Gerardo Diego. Tomelloso, 2004.

- Las provincias del frío. Premio Eladio Cabañero. Algaida. Madrid, 2006.

- En un bosque extranjero. Premio Tardor. Aguaclara. Alicante, 2006.

- La luz del palimpsesto. Accésit del Premio Ciudad de Zaragoza. Ayuntamiento de Zaragoza, 2006.

- Las sílabas del tiempo. Premio Barcarola. La rosa profunda. Nausicaa. Murcia, 2007.

- Las sílabas del tiempo. 2.ª edición en La Isla de Siltolá. Colección Tierra. Sevilla, 2013.

- La flor de las cenizas. Epílogo de Manuel Rico. Premio Ciudad de Irún. Fundación Kutxa. San Sebastián, 2007.

- Para explicar la nieve. Premio Ángaro. Ayuntamiento de Sevilla, 2009.

- Nueve de lunas. Premio Miguel Labordeta. Gobierno de Aragón. Zaragoza, 2010.

- Luna y ciencia nocturna. Epílogo de Francisca Aguirre. Premio Alegría del Ayuntamiento de Santander. Icaria. Barcelona, 2010.

- El agua de los mapas. Premio Nacional de Poesía Rafael Morales. Colección Melibea. Talavera de la Reina, 2012.

- El dueño del eclipse. Premio Ciudad de Badajoz. Editorial Algaida. Sevilla, 2014.

- Reloj de sombra. Premio Fernando de Herrera. Editorial Guadalturia. Sevilla, 2015.

- El viento sobre el agua. Premio Hispanoamericano de Poesía Juan Ramón Jiménez. Editorial Premium. Sevilla, 2016.

- Principio de incertidumbre. Premio Nacional de Poesía Ciega de Manzanares. Huerga y Fierro. Madrid, 2016.

- Un canto straniero. Antología bilingüe. Selección y traducción de Marcela Filippi Plaza. Prólogo de Freddy Castillo. Link Edizioni. Lamezia Terme, 2019.

- Regulación del sueño. Premio de Poesía Flor de Jara. Diputación Provincial. Cáceres, 2020.

- El tercer reino. Pre-Textos Poesía. Valencia, 2021.

- Ho visto ardere la vita. Edición bilingüe. Prólogo de Luis Alberto de Cuenca. Edición, traducción y epílogo de Marcela Filippi. Talos Edizioni. Cosenza, 2021.

- Cuaderno de Italia. Prólogo de Marcela Filippi. La Isla de Siltolá. Sevilla, 2023.

- La herida y el cuchillo . Premio Internacional de Poesia Ciudad de Las Palmas. Ediciones La Palma. (En prensa)

### Ediciones digitales
- Su antología Plaza de la palabra, que con prólogo de Félix Grande recoge una selección de su obra publicada entre 1994 y 2010, puede leerse y descargarse libremente en la página en la plataforma Scribd

- Igualmente, la antología  de su poesía entre 2011 y 2016 Vías aéreas puede leerse y descargarse libremente en la página de la plataforma Issuu y en la página de la plataforma Scribd

- Cuatro de sus libros (La orilla del invierno, Cuaderno de Abul Qasim, Las provincias del frío y Las sílabas del tiempo) han sido reeditados en México en la página Poesía Virtual. Antología de poesía iberoamericana.

- Una selección de su obra poética puede verse en las revistas Ojos de papel, Calidoscopio (enlace roto disponible en Internet Archive; véase el historial, la primera versión y la última)., Séneca digital, Viaje al centro del espíritu y Trianarts

- Una antología de su poesía se puede leer en Isliada. Isla poética

- Otra amplia antología digital puede leerse en The Best Poems Encyclopedia

- Su ensayo Memorial de un testigo  se ha reeditado en edición digital en la colección de Ensayos de Inmediaciones.

- He visto arder la vida. Poemas italianos. Selección, traducción y prólogo de Marcela Filippi.

- He visto arder la vida. Poemas italianos. Selección, traducción y prólogo de Marcela Filippi.

- Las sílabas del tiempo. Ediciones La Flámula. 2021

- Plaza de la palabra. Antología poética 1994-2010. Ediciones La Flámula. 2022

- Vías aéreas. Antología poética 2011-2016. Ediciones La Flámula. 2022

- Teoría del horizonte. Ediciones La Flámula. 2022

- Regulación del sueño. Ediciones La Flámula. 2022

- En Infodem.It. Informazione e democrazia  se puede leer una amplia antología bilingüe de su obra poética preparada por Marcela Filippi.

### Libros ilustrados
En colaboración con otros escritores, pintores y fotógrafos ha publicado libros como 
- Con cinco sentidos. Museo de Cáceres y Junta de Extremadura, 2002.

- Cáceres, palabras de luz. Ayuntamiento de Cáceres, 2008.

- Mil olas. En colaboración con el pintor Andrés Talavero. Diputación de Cáceres, 2009.

- La quinta dimensión.En colaboración con el fotógrafo Pedro Casero. Universidad de Extremadura. Badajoz, 2009.

- Patrimonio natural. Ciudades Patrimonio de la Humanidad. Alvarellos, Santiago de Compostela, 2010.

- LUCES donde sólo hay sombras. En colaboración con el pintor Andrés Talavero. Cáceres, 2015.

- Cementerio alemán. Yuste. Ediciones La Rosa Blanca. Cáceres, 2016.

- Pessoas. 28 heterónimos en busca de Pessoa. Karima Editora. Sevilla, 2016.

### Antologías individuales
- Lecturas de poesía última. Aula Juan Manuel Rozas. Universidad de Extremadura, 1995.

- Encuentros de viva voz. Aula Francisco de Aldana. Alcántara, 2003.

- Verso y prosa de hoy. Diálogo entre creadores. Instituto Cervantes. Budapest, 2009.

- De la lengua al ojo. Ciclo de Lecturas poéticas en La Esfera. Alcobendas, 2010.

- Plaza de la palabra. Prólogo de Félix Grande. Editora Regional de Extremadura. Mérida, 2011.

- Plaza de la palabra. Prólogo de Félix Grande. Edición digital descargable

- La mirada del tiempo. La Lucerna. Palma de Mallorca, 2011.

- Las alas del poema. Norbanova. Cáceres, 2012.

- La vida navegable. Antología marina. Prólogo de José María Jurado. La Isla de Siltolá. Colección Arrecifes. Sevilla, 2014.

- Teoría del horizonte. Aula Díez Canedo. Badajoz, 2015.

- LUCES donde sólo hay sombras. Cáceres, 2015.

- Vías aéreas. Poesía 2011-2016. Edición digital descargable en Issuu

- Vías aéreas. Poesía 2011-2016. Edición digital descargable en Scribd

- Plaza de la palabra. Antología poética 1994-2010. Ediciones La Flámula. 2022

- Vías aéreas. Antología poética 2011-2016. Ediciones La Flámula. 2022

- Un canto straniero. Antología bilingüe. Edición, selección y traducción de Marcela Filippi Plaza. Prólogo de Freddy Castillo. Link Edizioni. Lamezia Terme, 2019.

- He visto arder la vida. Poemas italianos. Selección, traducción y prólogo de Marcela Filippi.

- He visto arder la vida. Poemas italianos. Selección, traducción y prólogo de Marcela Filippi. (Segunda edición digital)

- Ho visto ardere la vita.Edición ilustrada y bilingüe. Prólogo de Luis Alberto de Cuenca. Edición, traducción y epílogo de Marcela Filippi. Talos Edizioni. Cosenza, 2021.

- Colección particular. Poemas figurativos. Aula Literaria Guadiana. Don Benito-Villanueva, 2023.

### Antologías colectivas
- A. Sánchez Pascual (ed.) Jóvenes poetas extremeños en el Aula. Institución Cultural El Brocense. Diputación Provincial. Cáceres, 1983.

- A. Campos y A. Valverde (eds.) Abierto al aire. Editora Regional de Extremadura. Mérida, 1984.

- Diez años de poesía en Extremadura. Ayuntamiento de Cáceres, 1995.

- De la poesía extremeña. Zurgai. Bilbao, 1997.

- Literatura en Extremadura. Antología didáctica de textos. Del Oeste Ediciones. Badajoz, 2003.

- Compañeros de viaje. 25 escritores extremeños. Consejería de Cultura. Junta de Extremadura. Mérida, 2008.

- Versos de tiza. Consejería de Educación de Castilla-La Mancha. Ciudad Real, 2008.

- Françoise Morcillo (ed.) 25 poétes d’Espagne. Inuits dans la jungle. Paris, 2008.

- La quinta dimensión. Universidad de Extremadura. Badajoz, 2009.

- Literatura en Extremadura. I. Poesía. Editora Regional de Extremadura. Mérida, 2010.

- 20 verdades fingidas Vuelta de hoja. Badajoz, 2011.

- Poetas de Extremadura. General Books LLC. Madrid, 2011

- Carlos Marzal (ed.) La geometría y el ensueño. Antología de poesía taurina. Fundación José Manuel Lara. Sevilla, 2013.

- El libro del Adiós. Funespaña. Madrid, 2013.

- Letras para crecer. Norbanova. Cáceres, 2013.

- En legítima defensa. Poetas indignados ante la crisis. Bartleby Editores. Madrid, 2014.

- La otra orilla. Niños de la guerra. Fugger poesía. Sial Ediciones Madrid, 2015.

- La peligrosa travesía. Homenaje a Francisca Aguirre. Ayuntamiento de Leganés, 2015.

- Letras para crecer, II. Norbanova. Cáceres, 2015.

- Generación Subway. Nada es lo que parece. Volumen III. Playa de Ákaba. Madrid, 2016.

- Odisea poética en Libertad 8. Legados Ediciones. Madrid, 2016.

- El siglo de oro de la poesía taurina. Addenda 2018. La Venencia. Santander, 2018.

- Poesía de interior. Cuarentena poética. Sial Pigmalión. Madrid, 2020.

- De la estirpe de Bécquer. Sevilla, 2020.

- #L de Lírica. Ámbito Cultural. Badajoz, 2023.

### Ensayo
- Memorial de un testigo. Editora Regional de Extremadura. Mérida, 2002. Segunda edición digital en la revista boliviana Inmediaciones
- En el volumen colectivo Universo Nooteboom (Candaya Ensayo. Barcelona, 2013) analiza en dos artículos la poesía y el ensayo de este autor.

- En la revista de Filosofía Paradoxa, 6, abril de 2000, apareció su ensayo sobre Platón y la imposibilidad del arte, reeditado por Inmediaciones  en abril de 2019.

### Otras publicaciones
- Ha publicado también, en colaboración con Rosalía Ruiz, una edición de los diarios de Pedro Romero Mendoza (Un hombre a la deriva) en la colección Rescate de la Editora Regional de Extremadura. Mérida, 2003.